# Dawda Bah
Dawda Bah (* 12. November 1983 in Banjul) ist ein ehemaliger gambischer Fußballspieler.

## Vereinskarriere
Dawda Bah begann seine Karriere in seiner Heimat in der Jugend des Erstligisten Hawks Banjul, wo er dann 2002 den Sprung in die erste Mannschaft schaffte.
2005 wechselte Bah dann zum finnischen Zweitligisten Kokkolan Palloveikot, wo er durch seine Trefferquote überzeugen konnte, Stammspieler wurde und auf sich aufmerksam machte. In knapp zweieinhalb Jahren erzielte er in neunundvierzig Spielen siebenundzwanzig Tore. Außerdem bestritt er noch ein Spiel (ein Tor) in der dritten Liga für den FC Kipparit, dessen Mannschaft mit der zweiten Mannschaft von Kokkolan Palloveikot fusioniert hatte. Im Sommer 2007 wechselte er dann ablösefrei zum Erstligisten HJK Helsinki. Dort konnte er sich auch als Stammspieler etablieren. Bis 2011 absolvierte er hundertundein Spiele und traf neunzehn Mal. Zudem wurde er mit HJK dreimal finnischer Meister und zweimal finnischer Pokalsieger.
Im Sommer 2011 verpflichtete der deutsche Bundesligist FC Augsburg Bah. Er erhielt einen Vertrag bis Juni 2013 und kostete etwa 200.000 Euro Ablöse. Am 9. September 2011, dem 5. Spieltag der Saison 2011/12, kam Bah zu seinem Debüt in der Bundesliga, als er im Heimspiel gegen Bayer 04 Leverkusen (1:4) in der 77. Minute für Axel Bellinghausen eingewechselt wurde. Fünf Tage später erlitt er im Training eine Patellafraktur und fiel bis zum Ende der Saison 2011/12 aus. Am 24. Januar 2013 löste der Verein den Vertrag mit Bah auf.
Anfang März 2013 kehrte Bah nach Finnland zurück und unterschrieb einen Einjahresvertrag beim Erstligisten Kuopion Palloseura. Im April 2014 wechselte Bah dann in die erste Mannschaft von Myllykosken Pallo -47 und blieb dort bis Jahresende. Anschließend ging er zu Kokkolan Palloveikot zurück. Nachdem der Zweijahresvertrag abgelaufen war, verließ Bah den Verein Ende 2016 wieder und beendete seine Karriere.

## Nationalmannschaft
Für die gambische Fußballnationalmannschaft bestritt er sein erstes Spiel am 9. April 2000 gegen die Nationalelf von Marokko. Zudem war er während der Qualifikation für die Fußball-Weltmeisterschaft 2002 und der Qualifikation für die Fußball-Weltmeisterschaft 2006 im Einsatz. Insgesamt nahm Bah zwischen 2000 und 2011 an neun Spielen der gambischen Fußballnationalmannschaft teil und erzielte dabei insgesamt zwei Tore.

## Erfolge und Titel
- Finnischer Meister mit HJK Helsinki: 2009, 2010 und 2011
- Finnischer Pokalsieger mit HJK Helsinki: 2008 und 2011